# Duck TV
Duck TV (stilizat ducktv) este un canal de televiziune pentru copii care a fost lansat în octombrie 2007 sub numele de Bebe TV pe Vodafone România fostul (UPC) și a fost disponibil în Ungaria, România, Slovacia și Republica Cehă. De la lansare, postul este de asemenea disponibil în Polonia, Bulgaria, Serbia, Croația, Albania, Muntenegru, Malta, Moldova, Cipru, Lituania, Olanda, Belgia, Luxemburg, Germania, Slovenia, Portugalia și Turcia. În ianuarie 2011 a devenit Duck TV.